# Myrkur
Myrkur es una banda danesa de black metal, liderada por la cantante Amalie Bruun. Ha lanzado tres álbumes de estudio con buena recepción entre la crítica, así como un álbum en vivo y un EP.
El nombre proviene del idioma islandés, en el que Myrkur significa «Oscuridad». De la misma lengua es el nombre de su banda homóloga del mismo género musical (Dark Ambient y Ambient Black Metal) conocida como Aghast, cuyo nombre significa «horror», «espanto». Han cantado letras en diferentes idiomas germánicos y escandinavos o nórdicos, como el inglés o el sueco y el noruego.

## Historia
Amalie Bruun formó el proyecto y firmó con Relapse Records en 2014. El 16 de septiembre de ese mismo año, Myrkur debutó con un EP homónimo en el que Bruun proporcionó las voces, tocó todas las guitarras y el bajo y produjo el álbum. La batería fue interpretada por su amigo Rex Myrnur. El 21 de agosto sacaron a la venta su primer álbum de larga duración, titulado M y con éxito entre la crítica.
Grabaron su primer álbum en vivo en el Mausoleo Emanuel Vigeland de Oslo, Noruega y fue publicado en agosto de 2016. Al año siguiente sacaron su segundo LP, que ganaría en 2018 el premio al álbum del año en los premios Golden Gods de la revista Metal Hammer.
En 2020 sacaron su tercer álbum de estudio, Folkesange. Este disco se desvió del black metal de los discos anteriores hacia la música folk. Consta de versiones de música tradicional escandinava interpretadas con instrumentos de época como mandola, lira, nyckelharpa y talharpa, así como de algunas composiciones acústicas originales.

## Miembros

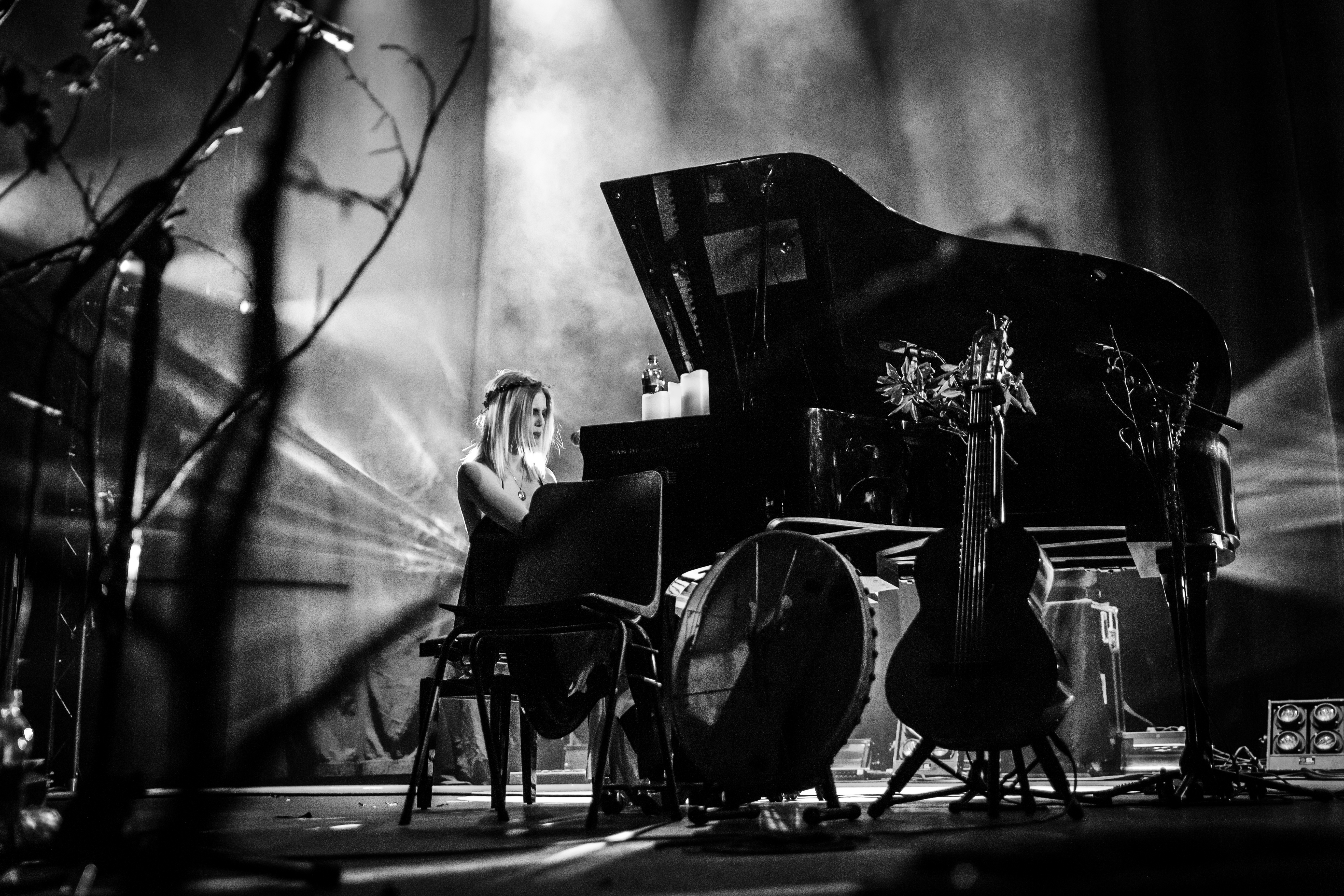
Amalie Bruun in 2019

### Actuales
- Amalie Bruun – Voz, guitarras, bajo, teclados, piano, órgano, violín, nyckelharpa, percusión (2014–presente)

### Músicos de sesión
- Jeppe Skouv – Bajo (2016–presente)
- Andreas Lynge – Guitarras (2016–presente)
- Martin Haumann – Batería (2017–presente)
- Om Rex Orale – Bajo (2018–presente)
- Ojete Mordaza II – Batería (2018–presente)
- Rider G Omega – Guitarras (2018–presente)

## Discografía

### Álbumes de estudio
- M (2015)
- Mareridt (2017)
- Folkesange (2020)
- Spine (2023)

### Directos
- Mausoleum (2016)

### EPs
- Myrkur (2014)
- Juniper (2018)

### Sencillos
- «Skaði» (Demo) (2014)
- «Nattens Barn"»(2014)
- «Den Lille Piges Død» (2015)
- «Onde Børn» (2015)
- «Jeg Er Guden, I Er Tjenerne» (2016)
- «Två Konungabarn» (2017)
- «Shadows of Silence» (2017)
- «Ulvinde» (2017)
- «Funeral» (con Chelsea Wolfe) (2017)
- «Juniper» (2018)
- «Bonden og Kragen» (2018)
- «Ella» (2019)
- «Leaves of Yggdrasil» (2020)
- «Gudernes Vilje» (2020)
- «Dronning Ellisiv» (2020)